# Anginopachria ullrichi
Anginopachria ullrichi är en skalbaggsart som först beskrevs av Michael Balke och Lars Hendrich 1999.  Anginopachria ullrichi ingår i släktet Anginopachria och familjen dykare. Inga underarter finns listade i Catalogue of Life.